# غرسنية صمغية
الغرسنية الصمغية أو الغرسنية الكمبودية أو التمرهندي المليباري (الاسم العلمي: Garcinia gummi-gutta) هي نوع من النباتات تتبع جنس الغرسنية من فصيلة الكلوزية. فاكهة استوائية على شكل اليقطين التي تزرع في إندونيسيا. وتعرف أيضا باسم فاكهة التمر الهندي ولكنهما لا ترتبطان ببعضهما . المكون الذي باعتبارها مسؤولة عن خسارة الوزن هو الناتج الأيضي الثانوي الموجود في قشرة الثمرة الذي يسمى حمض الأسيتيك الهيدروكسيل. تم ترقيته مقتطف غارسينيا كامبوغيا التي تظهر في برنامج الأمريكية دكتور اوز على قناة الشرق الأوسط إم بي سي 4 و أدى لارتفاع الاهتمام في هذا المنتج لإنقاص الوزن. التجارب السريرية لا تعتمد الادعاءات بأن غارسينيا كامبوغيا هي المعونة فعالة لإنقاص الوزن.